# Synopeas paolii
Synopeas paolii är en stekelart som beskrevs av Fouts 1934. Synopeas paolii ingår i släktet Synopeas och familjen gallmyggesteklar. Inga underarter finns listade i Catalogue of Life.